# Daniele Vaschi
Daniele Vaschi, noto anche con lo pseudonimo di Mr. Grankio o Dj Ariel (Gallarate, 12 novembre 1974), è un chitarrista, cantante e conduttore radiofonico italiano.

## Come Mr. Grankio
Cantante e chitarrista della band punk rock varesotta P.A.Y. fin dalla sua costituzione nel 1996.

Cinque gli album pubblicati con la formazione; nell'album del 2005 (Federico Tre E Il Destino Infausto), Daniele interpreta il cattivissimo tiranno Federico Tre.

Nel 2002 ha partecipato insieme a numerosi artisti (Freak Antoni degli Skiantos, Cippa e  Paletta dei Punkreas tra tutti) al progetto Punx Crew creato da Olly (ex membro dei The Shandon e membro dei The Fire) e Andre (Madbones).
Nel 2008 partecipa insieme ad Alberto Camerini al singolo "Computer Capriccio" tratto dal disco "200 Bullets & Friends" dei 200 Bullets.

## Come Dj Ariel
Inizia la carriera radiofonica nel 1996 sull'emittente locale di Varese Radio Lupo Solitario, conducendo vari programmi e mettendosi in evidenza per il suo stile "cialtrone".

Nel 2001 passa a Radio RockFM, con il suo spirito cialtrone Daniele riesce a coinvolgere i suoi radioascoltatori come nessun altro nella radio, grazie anche a diversi pupazzi e oggetti rumorosi, i quali venivano prima inviati e poi battezzati dai radioascoltatori stessi. Tra i vari "animali di plastica" (così definiti dal Dj Ariel) si ricordano: il Topofrigo, la Mucca Camilla, Mr. Trombetta e Mazinga Z (un giocattolo di dimensioni ragguardevoli con l'aspetto di Mazinga Z).

Nel 2007 ha diviso la conduzione del programma radiofonico mattutino Pane Burro e Rock'n'Roll con il frontman e cantante degli Skiantos Roberto "Freak" Antoni.
In seguito è autore e conduttore insieme ad Eleonora Ossola di un programma su radio Lifegate chiamato Passengers nel quale gira per Milano e dintorni con un veicolo ibrido.

### Programmi condotti su Radio Lupo Solitario
- - Quando uno più uno fa meno di zero
- - Vinavil
- - GabAriel show
- - Illecito Copiare (ultima edizione del GabAriel Show)

### Programmi condotti su Radio RockFM
- - Ariel Morning Show
- - Frigidaire
- - Pane Burro e Rock'n'Roll

### Programmi condotti su LifeGate Radio
- - Passengers

Sempre come Dj Ariel fa parte della rock band ufficiale di Radio RockFM, la RockFM All Stars Band (ora nota con il nome di RockFaMily All Stars Band)